# 오길경
오길경(1972년 10월 7일 ~ )은 대한민국의 성우이다. 1997년 KBS에 입사했으며, 현재는 KBS 26기이다. 한국방송 성우극회 소속.

## 출연작품

### 애니메이션
- 고질라 (KBS) - 모니크
- 구슬대전 배틀비드맨 (KBS) - 아바바
- 바다의 전설 장보고 (KBS) - 유나
- 별나라 요정 코미 (KBS) - 카이
- 비밀일기 (KBS)
- 수호요정 미셸 (KBS) - 퀸
- 스쿨럼블 (챔프) - 타카노 아키라
- 스페이스 힙합 덕 (KBS)
- 알렉산더 (애니원) - 카산드라
- 올림포스 가디언 (SBS) - 데이아네이라
- 요리킹 조리킹 (KBS) - 에그퐁, 슈라
- 우주해적 미토의 대모험 (어린이TV) - 설보름
- 지옥소녀 (애니맥스) - 야오이
- 천하통일 파이어비드맨 (KBS) - 리에나
- 카페타 (카툰네트워크) - 이애령
- 쿵야쿵야 (KBS) - 호박쿵야
- 태극천자문 (KBS) - 핀, 크로더, 리타
- 피규어 17 (챔프) - 선생님
- 히트가이-J (애니원) - 안토니아

### 극장용 애니메이션
- 오디션 - 박부옥

### 외화

#### 전담배우
- 할리 베리
  - 몬스터 볼 (KBS) - 레티샤 머스그로브
  - 파이널 디씨전 (KBS) - 진

### 영화
- 겟 오버 잇 (SBS) - 도라 린 (카일리 박스)
- 결전 (KBS) - 엽자정의 동료(이리)
- 굿바이 뉴욕, 황금을 찾아라 (SBS)
- 굿바이 만델라 (KBS) - 글로리아 그레고리 (다이앤 크루거)
- 기사 윌리엄 (KBS) - 조슬린 (샤닌 소세이먼)
- 깝스 (SBS) - 예시카 (에바 로즈)
- 남과 여 (SBS)
- 내겐 너무 멋진 서쪽나라 (KBS) - 미하엘라 (타니아 포파)
- 뉴저지 드라이브 (KBS)
- 다크 블루 (KBS)
- 더 도어 (KBS) - 마야 (제시카 슈바르츠)
- 데드라인 (KBS)
- 디 아더스 (MBC) - 그레이스 (니콜 키드먼)
- 라간 (KBS) - 가우리 (그레이시 싱)
- 러브 인 텍사스 (KBS) - 졸린 (헤더 그레이엄)
- 레지던트 이블 2 (SBS) - 밸런타인 (시에나 길로리)
- 루이의 리얼리티 쇼 (KBS) - 줄리 (아가트 드 라 퐁텐느)
- 마운틴 패트롤 (KBS) - 렁쉐 (조설영)
- 말뚝상사 빌코 (KBS)
- 머니 토크 (SBS)
- 배트맨 비긴즈 (SBS) - 레이첼 도스 (케이티 홈스)
- 보일러 룸 (KBS) - 애비 (니아 롱)
- 볼 폰 (KBS)
- 북경 자전거 (KBS)
- 비치 (SBS)
- 사랑도 리콜이 되나요 (KBS) - 찰리(캐서린 지타존스)
- 사랑의 굴레(영어판) (SBS)
- 사랑해, 파리 (KBS) - 자카(레일라 베크티) / 여자(미란다 리처드슨) / 리즈(매기 질런홀) / 캐롤(마고 마틴데일)
- 사운드 오브 뮤직 (SBS) - 리즐 (차미언 카)
- 성룡의 나이스 가이 (KBS)
- 세렌디피티 (SBS) - 사라 (케이트 베킨세일)
- 슬립워커 (KBS) - 사가 (투바 노보트니)
- 신과 함께 가라 (KBS) - 키아라 (키에라 스콜라스)
- 애스트로넛 (SBS) - 낸시 (클리어 듀발)
- 영웅 알베르 (KBS)
- 오션스 트웰브 (SBS) - 이사벨 (캐서린 지타존스)
- 오픈 유어 아이즈 (KBS)
- 우주전쟁 (SBS) - 매리앤 페리어 (미란다 오토)
- 웰컴 투 사라예보 (KBS) - 애니 (에밀리 로이드)
- 이너프 (KBS)
- 젤리피쉬 (KBS) - 바티아 (세라 애들러)
- 케이브 (SBS) - 캐서린 (레나 헤디)
- 택시 2 (KBS) - 페트라 (엠마 비클룬드)
- 택시 3 (KBS) - 페트라 (엠마 비클룬드)
- 트로이 (SBS) - 브리세이스 (로즈 번)
- 컨페션 (KBS) - 페니 (드류 베리모어)
- 파인딩 포레스터 (SBS) - 클레어 스펜스 (안나 파킨)
- 퍼펙트 웨딩 (SBS) - 모건 (애니 파리스)
- 폰 부스 (KBS) - 파멜라 (케이티 홈즈)
- 8명의 여인들 (KBS) - 루이즈 (에마뉘엘 베아르)

### 외화
- 닥터 후 (KBS) - 로즈 타일러 (빌리 파이퍼)
- 말괄량이 마법학교 (SBS) - 나이팅게일
- 먼데이 모닝스 (MBC) -  티나 리지웨이(제니퍼 피니건)
- 센디베이의 악동들 (KBS)
- 칭기즈칸 (KBS) - 아라허
- 폴링 스카이 (KBS) - 앤 글래스 (문 블러드굿)

### 게임
- 진 삼국무쌍 2 - 축융

### 방송
- 영화보다 더 재미있는 영화이야기 (Q채널)
- 오천만의 아이디어 (KBS)
- 현장 경제 (KBS)
- 희망한국 (MBC)
- TV로 보는 세계 (MBC)
- 다큐 플러스 20회 : 젊고 건강하게, 생체 시계의 비밀 (JTBC) - 내레이션
- EBS 다큐프라임 - 다이어트 혁명 0.5%의 비밀 (EBS1) - 내레이션

### 라디오
- 한국외교비사
- 국회속기록
- 라디오 독서실
- 이명숙 변호사의 가정법원
- 열린 마음, 활기찬 병영(국군방송)
- KBS 제1라디오 생방송 토요일.일요일 저녁입니다
- KBS 무대 10년(전기수, 최필의 희망가)(KBS 제1라디오)
- KBS 무대 10년(익숙한 곳에서 길찾기)(KBS 제1라디오)
- 라디오 여행기(미애와 루이, 318일간의 버스여행)(KBS 제3라디오)

### 광고
- 배스킨라빈스
- 피자에땅
- 현대카드
- KT
- SK텔레콤
- 11번가
- 중흥건설 중흥S클레스
- CGV
- 지엠대우 윈스톰
- KDB산업은행
- 아로나민 골드
- 현대캐피탈
- 아이에스동서
- 교육부
- 르노삼성자동차
- 청호나이스 이과수 얼음정수기 미니
- 비오비타
- 자생녹
- 웰스
- 롯데캐피탈
- 푸드폴리스
- 한라건설
- 한화건설 한화 꿈에그린
- AXA 손해보험
- 맘스터치
- 인사돌
- 가그린
- 더리브 청라플러스
- 후퍼옵틱
- 인터파크
- 동부화재 프로미카
- 지엠대우 토스카
- 보람상조
- 우체국
- 농심
- 코레일
- 농협 하나로마트
- OBS 경인방송
- 지엠대우 알페온
- 하이패스
- 새만금
- 푸드폴리스
- 농심 짜왕
- 신한은행
- 뜨라네
- 오스람
- 교보생명
- 국가브랜드위원회 캠페인
- 동양매직
- 옥시싹싹
- 농협
- 메리츠금융증권
- CJ 인델리
- 현대자동차 아반떼
- 서울춘천고속도로
- 수산자원보호 캠페인
- 디오스
- LG전자 엑스캔버스 LED 마스터피스
- SK
- 알리안츠
- 동양종합금융증권
- 자원선진국 대한민국
- 맥카페
- 미닛메이드
- 충청북도
- 미스터피자
- 대한생명
- 보성녹차
- 푸르지오
- 한국야쿠르트 장라면
- 우리은행
- 대한주택공사
- 건전 음주문화 캠페인
- 롯데백화점
- 파렌하이트
- 금연 캠페인
- 홍삼정
- 룰루 비대
- 육우
- 폰즈 블랙퓨어 훼이셜 폼
- 클리즈
- 힐스테이트
- The-K 브랜드 캠페인
- 입주명장
- 현대건설
- HK저축은행119머니
- KCC
- OK캐쉬백
- 파라스피라 서울
- 공익광고협의회 캠페인
- 코웨이 매트리스 맞춤 케어렌탈
- 신기한 한글나라
- KT SHOW
- 덴터시스템
- SC제일은행 두드림통장
- at home
- 신도리코 챔프
- SK텔레콤 T밴드
- 테크 간편시트
- 사랑의 열매
- 삼성생명
- 팔도 일품해물라면
- 써큐란
- 목캔디
- 신한카드
- 스타상호저축은행 하이론
- 정치후원금
- 버거킹 버거킹 와퍼
- 화성시
- KT&G
- SK텔레콤 T플랜
- 백설 군만두
- 국민연금
- 신부부문화캠페인
- KTF
- GS건설 자이
- 마이루트
- 우방 유셀
- 연세 프리미엄 유기농두유
- 크라운베이커리
- 데톨 핸드워시
- 리바트
- 휘센
- 튼튼영어
- 동화자연마루
- 비타치즈
- 대한항공
- 포스코건설 포스코 더 샾
- 쌍용자동차 체어맨
- 금호타이어
- 우리투자증권 옥토 CMA
- 기아자동차 K7
- 마리오아울렛
- 대웅제약 우루사
- LG텔레콤
- 하이모 에어
- 리챔
- 맥도날드
- 롯데캐피탈
- 칠성사이다
- 구몬학습

### 홍보멘트
- LG전자
- 남양유업

## 같이 보기
- 한국방송 성우극회